# Sonia Pierre
Sonia Pierre Angomás, más conocida como la Cleopatra de Caribe (Villa Altagracia, 4 de julio de 1963 – 4 de diciembre de 2011) fue una activista y defensora de los derechos humanos que trabajó para poner fin al antihaitianismo y la discriminación contra los haitianos, nacidos tanto en Haití, como en la República Dominicana. Pierre nació en República Dominicana de padres haitianos residentes ilegales; en 2007 el gobierno dominicano le anuló la nacionalidad dominicana que ostentó, tras encontrar que esta había sido obtenida ilegalmente mediante un acta de nacimiento fraudulento.
Fue la presidenta del Movimiento de Mujeres Dominico-Haitianas (MUDHA) y ganó el Robert F. Kennedy Human Rights Award en 2006, en reconocimiento por su labor.

## Primeros años
Pierre nació en Villa Altagracia, San Cristóbal, República Dominicana, en 1963, de padres haitianos. Una de doce hijos, Pierre se crio en un batey de trabajadores inmigrantes llamado Lechería, donde viven alrededor de 650.000 haitianos. Su certificado de nacimiento muestra su nombre como Solain Pie, según dijo Pierre "es el resultado de un error de un empleado del gobierno". Su nacionalidad fue cuestionada por algunos por considerar que su certificado de nacimiento es falsa, el estado de residencia de su padres haitianos y la falta de documentación haitiana.

## Trabajos por los derechos humanos
A la edad de 13 años, Pierre organizó una protesta de cinco días por los trabajadores de la caña de azúcar en uno de los bateyes del país, lo que condujo a su arresto. Sin embargo, la protesta atrajo la suficiente atención pública poniendo de manifiesto las demandas de los trabajadores, y dando a conocer que necesitan que se les pinte sus viviendas y disponer de mejores herramientas y aumentos de sueldo.
Trabajó como presidenta de la organización no gubernamental Movimiento de Mujeres Dominico-Haitianas (MUDHA), que tiene como objetivo poner fin al antihaitianismo o prejuicios contra las personas de dominicanas de origen haitiano.
En 2005, Pierre solicitó a la Corte Interamericana de Derechos Humanos en el caso de dos niños haitianos étnicos quienes se les negó certificados de nacimiento dominicanos. Llamado "Yean y Bosico Vs. República Dominicana", el caso "confirmó que las leyes de derechos humanos prohíben la discriminación racial en el acceso a la nacionalidad y la ciudadanía". El tribunal también ordenó que el gobierno dominicano proveeyera los certificados de nacimiento. 
Sin embargo, la Suprema Corte de Justicia de la República Dominicana resolvió más tarde que "los trabajadores haitianos fueron considerados" en tránsito, "y que sus hijos, por lo tanto, no tuvieron derecho a la ciudadanía".

## Premios y honores
Por su trabajo, Pierre ganó el Robert F. Kennedy Human Rights Award 2006 dictado por exsenador de EE. UU. Edward "Ted" Kennedy, pero no en nombre del Congreso de los EE. UU. (El senador Edward Kennedy dijo de ella que "Con certeza, puedo afirmar que Sonia es uno de los seres humanos más abnegados, valientes y compasivos de mi generación. Sonia está muy cerca del top ten de mi lista de heroínas".
Pierre también ganó el galardón para los Derechos Humanos 2003 Ginetta Sagan Fund Award de Amnistía Internacional; además ella y MUDHA fueron nominados para el Premio UNESCO de Educación para los Derechos Humanos en 2002.
Ella fue honrada por el Departamento de Estado de los Estados Unidos con el Premio Internacional a las Mujeres de Coraje 2010.
El Departamento de Trabajo de los Estados Unidos reconoció de manera póstuma a Sonia Pierre con el Premio Iqbal Masih 2016 para la Eliminación del Trabajo Infantil, por sus esfuerzos en la promoción de los derechos humanos.

## Muerte
Solange Pierre murió el 4 de diciembre de 2011 de un infarto fulminante al miocardio en su finca en Villa Altagracia, San Cristóbal tras sufrir fuertes dolores en el pecho.